# Anastomus lamelligerus
El picotenaza africano (Anastomus lamelligerus) es una especie de ave ciconiforme de la familia Ciconiidae de color negro que se encuentra en Madagascar y buena parte del África subsahariana.

## Subespecies
Se conocen dos subespecies de Anastomus lamelligerus:
- Anastomus lamelligerus lamelligerus Temminck, 1823
- Anastomus lamelligerus madagascariensis Milne-Edwards, 1880